# Чемпионат мира по лыжным видам спорта 1950
Чемпионат мира по лыжным видам спорта 1950 года проводился с 1 по 6 февраля в американских Лейк-Плэсиде (прыжки с трамплина) и Румфорде (лыжные гонки). Первоначально чемпионат планировалось полностью провести в Лейк-Плэсиде, но из-за недостатка снега лыжегоночную часть перенесли в Румфорд. Чемпионат стал первым в истории проводящимся за пределами Европы, и первым чемпионатом мира после долгого перерыва из-за Второй мировой войны. В общекомандном зачёте первенствовали шведские спортсмены, завоевавшие 7 медалей, из которых 3 золотые.

## Лыжные гонки, мужчины

### 18 км
3 февраля 1950 г.
| Медаль  | Спортсмен        | Время   |
| Золото  | Карл-Эрик Острём | 1:06:16 |
| Серебро | Энар Йосефссон   | 1:06:28 |
| Бронза  | Арнльот Нюос     | 1:07:07 |

### 50 км
5 февраля 1950 г.
| Медаль  | Спортсмен       | Время   |
| Золото  | Гуннар Эрикссон | 2:59:05 |
| Серебро | Энар Йосефссон  | 3:00:01 |
| Бронза  | Нильс Карлссон  | 3:00:10 |

### Эстафета 4 × 10 км
6 февраля 1950 г.
| Медаль  | Спортсмен                                                               | Время   |
| Золото  | Швеция (Нильс Тепп, Карл-Эрик Острём, Мартин Лундстрём, Энар Йосефссон) | 2:39:59 |
| Серебро | Финляндия (Хейкки Хасу, Вильо Веллонен, Пааво Лонкила, Аугуст Киуру)    | 2:41:51 |
| Бронза  | Норвегия (Мартин Стоккен, Эйлерт Даль, Кристиан Бьёрн, Хенри Хермансен) | 2:47:19 |

## Лыжное двоеборье, мужчины
1 февраля 1950 г.
| Медаль  | Спортсмен          | Очки  |
| Золото  | Хейкки Хасу        | 455.2 |
| Серебро | Оттар Йермундсхауг | 452.0 |
| Бронза  | Симон Слоттвик     | 451.8 |

## Прыжки с трамплина, мужчины
1 февраля 1950 г.
| Медаль  | Спортсмен        | Очки  |
| Золото  | Ханс Бьорнстад   | 220.4 |
| Серебро | Туре Линдгрен    | 214.4 |
| Бронза  | Арнфинн Бергманн | 213.5 |

## Медальный зачёт
| Место | Страна    | Золото | Серебро | Бронза | Всего |
| ----- | --------- | ------ | ------- | ------ | ----- |
| 1     | Швеция    | 3      | 3       | 1      | 7     |
| 2     | Норвегия  | 1      | 1       | 4      | 6     |
| 3     | Финляндия | 1      | 1       | 0      | 2     |

Жирным выделено максимальное количество медалей в каждой категории.